# خوسيه فوينمايور
""«خوسيه فيليكس فوينمايورJosé Félix Fuenmayor»"" كاتب وشاعر وصحفي وسياسي كولومبي وهو أحد الأعضاءالمؤسسين لمجموعة من بارانكويلا، والتي شكلت جزءا من المثقفين والفنانين والشخصيات مثل ألفارو سيبيدا ساموديو، رامون فينييس، أليخاندرو أوبريغون، أورلاندو ريفيرا «فيغوريتا»، هيكتور روخاس هيرازو، خوليو ماريو سانتو دومينغو، جيرمان فارغاس، ألفونسو فوينمايور وغابرييل غارسيا ماركيز.وكان مديرا لجريدة الأحرار من بارانكويلا.
وترجمت أعمال خوسيه فيليكس فوينمايور إلى الإنكليزية والفرنسية والإيطالية والعربية. ويعتبر واحدا من أهم مصممي الأدب الكولومبي في النصف الأول من القرن العشرين ورائد أدب الخيال العلمي في كولومبيا.

## السيرة الذاتية
ولد في بارانكويلا في عام 1885، ابن آنا إلفيرا بالاسيو وهليودورو فوينمايور، من أصل فنزويلي. ومهنة والده طبيب، وينتمي إلى أسرة ليبرالية، وحكم عليه بالسجن لمعارضته النظام التجديدي للحزب المحافظ.
درس فوينمايور نظم المحاسبة، وأصبح موظفا عموميا، وعمل أيضا مراقبا إداريا؛ تم نائبا لجمعية المقاطعات التابعة لإدارة المحيط الأطلسي (1919-1921) وأيضا مدير بلدية الحزب الليبرالي.

## أعماله
ومن بين أعماله كتاب الشعر موساس ديل تروبيكوMusas del Trópico ؛ (1910). ورواية كوسميCosme؛ (1927)؛ مغامرة حزينة من أربعة عشر حكيما Una triste aventura de catorce sabios ؛(1928)، حكاية رائعة تعتبر أول عمل في الخيال العلمي الكولومبي. ولا مويرت إن لا كاليLa muerte en la calle ؛ (1967)، وهو عمل نشر بعد وفاته، والذي تم تحريره أيضا من قبل المعهد الكولومبي للثقافة،
وصحيفة أمريكا الجنوبية في بوينس آيرس، ومجلس الأمريكتين، في هافانا، كوبا.
لم يتم الاعتراف بأهمية فوينمايور ضمن السياق الأدبي الكولومبي في البداية. على سبيل المثال، تاريخ الأدب الكولومبي (1940)، ساليسيان خوسيه خواكين أورتيغا، لا يذكر ذلك؛ وتطور الرواية في كولومبيا (1975)، من قبل أنطونيو كورسو ألتامار. فقط بعد الطفرة الأدبية في أمريكا اللاتينية، وبفضل جاك جيلارد، ريمون ويليامز، إنجيل راما، من بين النقاد الأجانب الآخرين؛ وإلى غوستافو بيل ليموس وجوليو نونيز ماداشي، بين الكولومبيين؛ أصبح اسم فوينمايور تعيينا إلزاميا لفهم الظاهرة الأدبية الكولومبية. ثم كان اسمه، جنبا إلى جنب مع الكتاب مثل الأرجنتينيين ماسيلونيو فرنانديز، إكسول سولا وروبرتو أرلت، المكسيكي خوليو توري وجيلبرتو أوين، جوليو غارمنديا فنزويلا وبابلو بالاسيو الإكوادور.

## رواية كوسمي Cosme
من أعماله، وأبرز هو رواية كوسميCosme . يعتبرها الناقد والسياسي غوستافو بيل ليموس كأول رواية كولومبية حضرية، البساطة الواضحة، والنص هو شهادة جيدة على التغيرات في المجتمع الذي يدخل التحديث المعجل.
وتجري أحداث الرواية في مدينة لم يكشف عن اسمها، حيث ينظر إلى بارانكويلا في أوائل القرن العشرين،
التي جعلت من موقفها مكانا متميزا كبيرا من البضائع والمهاجرين والشركات الأجنبية والمنتجات الثقافية، والتي ساهمت في تطويرها وتحديثها. وظهرت الرواية في بوغوتا في عام 1927، ولكن لم يكن لها نفس استقبال لا فوراجين (La Vorágine)، لخوسيه أوستاسيو ريفيرا (José Eustasio Rivera)و باكسPax، لورينزو ماروقين (Lorenzo Marroquín)، ربما بسبب توقعات وأذواق الجمهور في بلد كان في الغالب زراعي.

### الصحافة
أسس فومينمايور وكان مديرا لصحيفة الليبرالي El Liberal في بارانكويلا، عمل في المجلات العالمية وكتب الاعمده في صحيفة
ال كوميسيو (El Comercio).